# Saint-Germain-le-Vasson

Saint-Germain-le-Vasson este o comună în departamentul Calvados, Franța. În 1 ianuarie 2022 avea o populație de 960 de locuitori.